# 洛比之星足球俱乐部
洛比之星足球俱乐部（Lobi Stars Football Club）是尼日利亚的足球俱乐部位于尼日利亚马库尔迪。俱乐部现属于尼日利亚足球甲级联赛，2005年球队进入了国内的尼日利亚足协杯赛的决赛但输给了安耶巴，球队在1999年夺得过国内联赛的冠军头衔。洛比之星的主场是可以容纳15,000个座位的阿朴尔·阿库体育场（Aper Aku Stadium）。

## 榮譽
- 尼日利亚足球甲级联赛: 1次

1999年

## 外部連結
- Enyimba wins again at newswatchngr.com, accessed 3 January 2006.